# Vale-pedágio obrigatório
O Vale-Pedágio obrigatório refere-se à obrigação, instituída no Brasil pela Lei nº 10.209, de 23 de março de 2001, em que os embarcadores ou equiparados são responsáveis pelo pagamento antecipado do pedágio e fornecimento do respectivo comprovante, ao transportador rodoviário.
Esta obrigação foi criada com o objetivo de desonerar o transportador do pagamento do pedágio.
A Lei nº 10.561, de 13 de novembro de 2002, transferiu à ANTT a competência para regulamentação, coordenação, delegação, fiscalização e aplicação das penalidades, atividades até então desempenhadas pelo Ministério dos Transportes.
Com isso, elimina-se a possibilidade de embutir o custo do pedágio no valor do frete contratado, prática que era utilizada com frequência, enquanto o pagamento do pedágio era feito em espécie, fazendo com que o seu custo recaísse diretamente sobre o transportador rodoviário de carga.

## Beneficiários
- Transportadores rodoviários de carga: deixam, efetivamente, de pagar a tarifa de pedágio. Alguns embarcadores estavam embutindo o valor da tarifa na contratação do frete, obrigando o caminhoneiro a pagar o pedágio indevidamente. Como a negociação do Vale-Pedágio obrigatório não será mais feita em espécie, esta possibilidade torna-se inviável.
- Embarcadores ou equiparados: fornecendo o Vale-Pedágio obrigatório ao transportador rodoviário, o embarcador ou equiparado determina o roteiro a ser seguido, pois o vale obedece ao preço do pedágio de cada praça. Escolhendo o roteiro, o embarcador corre menos risco com relação ao roubo de cargas.
- Operadores de rodovias sob pedágio: com o roteiro pré-estabelecido pelo embarcador, as operadoras de rodovias sob pedágio garantem a passagem do veículo pela praça de pedágio, minimizando o uso das rotas de fuga para evitar o pagamento da tarifa.[1]

## Principais infrações
- Não antecipar o Vale-Pedágio obrigatório ao transportador (responsabilidade do embarcador);
- Não registrar as informações sobre a aquisição do Vale-Pedágio obrigatório no documento de embarque (responsabilidade do embarcador); e
- Não aceitar o Vale-Pedágio obrigatório (responsabilidade de todas as operadoras de rodovias sob pedágio - aceitação obrigatória).[1]